# قتیبة بن مسلم
أبو حفص قتیبة بن أبی صالح مسلم بن عمرو الباهلی سردار عرب در سپاه خلیفهٔ اموی بود که پس از فتح ایران و کشتار ایرانیان در خراسان و ماوراءالنهر به دست عرب‌ها حاکم خراسان شد. او خود را با فتح ماوراءالنهر در حکومت ولید اول به عنوان یک فرماندهٔ نظامی قابل مطرح کرد و در حلقهٔ افراد مورد اعتماد ولید قرار گرفت. او حکومت اسلام در منطقه را گسترد و مرزهای خلافت را تا بیشتر نقاط فرارود گسترد. از ۷۰۵ تا ۷۱۰ به تحکیم قدرت عرب‌ها بر تخارستان از مناطق باقی‌مانده از ایران پیش از اسلام آوردن که هنوز در مقابل حملهٔ عرب‌ها مقاومت می‌کردند پرداخت و بخارا را فتح کرد. در ۷۱۰–۷۱۲ خوارزم را فتح کرد و با فتح سمرقند، تسخیر سغد را تکمیل کرد. پس از مرگ ولید قتیبه موقعیتش را از دست داد و در کجور حوالی مازندران کشته شد و بیشتر متصرفات او از دست رفت. از آن پس توسط اصحاب او، بر مردم ساکن در موقعیت مذکور تحمیل گردید که او را از صحابه پیامبر دانسته و بعنوان یک امامزاده احترام بدارند. بنابر این امامزاده وی در همان محل احداث گردید و مردم باور امامزاده بودن وی را پذیرفته و تا کنون ادامه داده‌اند.
در دوران حکم رانی او بر بخشی از سرزمین‌های ایران، حجم قابل توجهی از مکتوبات، آثار هنری و فرهنگی ایرانیان از میان رفت، ابوریحان بیرونی، تاریخ‌نگار ایرانی در کتاب آثار الباقیه عن القرون الخالیه خود در مورد ایران ستیزی این سردار عرب می‌نویسد:
 وقتی قتیبه ابن مسلم سردار حجاج بار دوم به خوارزم رفت و آن را بازگشود هر کس را که خط خوارزمی می‌نوشت و از تاریخ و علوم و اخبار گذشته آگاهی داشت از دم تیغ بی‌دریغ گذراند و موبدان و هیربدان قوم را یکسره هلاک نمود و کتاب‌هایشان همه بسوزانید و تباه کرد.»
عبدالحسین زرین کوب در این باره می‌نویسد: «آنچه هم بیرونی راجع به نابود شدن کتب خوارزمی گفته‌است مشکوک است و به هر حال مویّد این واقعه نمی‌تواند بود.»
رفتار قتیبه با اهالی سرزمین فتح شده به هیچ عنوان با آموزه‌های اسلام تطابق نداشت و به نظر می‌رسد که بیشتر با گرایشات غیرانسانی و بیمارگونه همسانی داشته باشد.

هم‌چنین، در این رابطه احسان طبری گفتار علامه قزوینی (در جلد اول بیست مقاله، صفحات ۱۰۷-۱۰۸ به نقل از تاریخ بلخ) را نقل می‌کند: 
«قتیبة بن مسلم باهلی سردار معروف حجاج چندین هزار نفر از ایرانیان را در خراسان و ماوراءالنهر کشتار کرد و در یکی از جنگ‌ها به سبب سوگندی که خورده بود این‌قدر از ایرانیان کشت که به تمام معنی کلمه از خون آن‌ها آسیاب روان گردانید و گندم آرد کرد و از آن آرد، نان پخته، تناول نمود. زن‌ها و دخترهای آن‌ها را در حضور آن‌ها به لشکر عرب قسمت کرد.»
علامه قزوینی می‌افزاید:
«آن‌گاه قبر این شقی ازل و ابد پس از کشته‌شدنش زیارتگاه قرار داده شد و همواره برای تقرب به خدا و قضای حاجات تربت آن «شهید» را زیارت می‌کردند.»